# Juan Bautista de Mollinedo

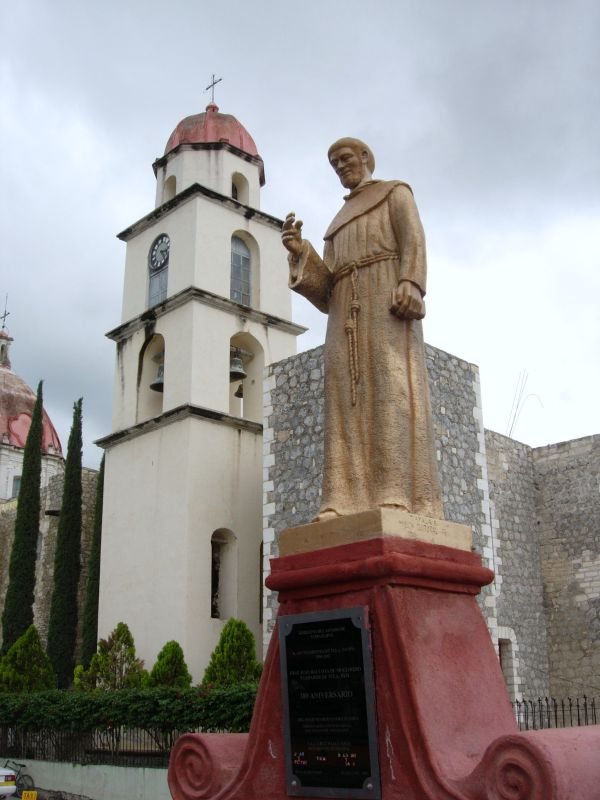
Monumento a fray Juan Bautista de Mollinedo, en Cd. Tula, Tamaulipas, México

Fray Juan Bautista de Mollinedo nació en 1557 en Portugalete, España. Se trasladó de joven a la Nueva España donde ingresó en la orden franciscana en el convento de Acámbaro. Fue guardián en el convento de Celaya y posteriormente fue guardián en el convento de Xichú.
En 1607, junto con fray Juan de Cárdenas, visitó los parajes de Río Verde, Valle de Concá, Gamotes, Lagunillas, Pinihuan, Tula y Jaumave. En 1612 obtuvo una cédula real para fundar misiones en esta región y recibió el cargo de comisario. En mayo de 1616, fray Juan Bautista de Mollinedo envió al rey un proyecto para colonizar y evangelizar la actual región central de San Luis Potosí y sur de Tamaulipas.
En junio de 1617 el virrey de Guadalcázar proporcionó el apoyo necesario para llevar a cabo la fundación de las misiones autorizadas. En los siguientes meses, fray Juan Bautista de Mollinedo fundó trece misiones entre las cuales se encuentran Río Verde (1 de julio de 1617),San Antonio de las Lagunillas, hoy Lagunillas (el 6 de julio de 1617 ) Valle del Maíz   (15 de julio de 1617), Tula (22 de julio de 1617) y Jaumave (23 de julio de 1617).
A instancias de fray Juan Bautista de Mollinedo, en 1621 se creó la Custodia de Río Verde que se independizó de la Provincia de Michoacán para depender directamente del Comisario General de la Nueva España. Tiempo después partió a España para tratar la controversia entre el Arzobispado de México y las órdenes religiosas de agustinos, dominicos y franciscanos. Murió en el convento de Madrid en 1628